# Liste de dessiccants
Cette liste répertorie des dessiccants (ou agents de dessiccation) utilisés en chimie.
- Aérogel
- Alumine activée
- Bentonite
- Benzophénone
- Bromure de lithium
- Calcium
- Carbonate de potassium
- Chlorate de sodium
- Chlorure de calcium
- Chlorure de cobalt(II)
- Chlorure de lithium
- Chlorure de sodium
- Drierite
- Gel de silice
- Hydroxyde de potassium
- Hydroxyde de sodium
- Hydrure de calcium
- Magnésium
- Montmorillonite
- NaK
- Natron
- Oxyde de baryum
- Oxyde de calcium
- Pentoxyde de phosphore
- Perchlorate de magnésium (en)
- Potassium
- Sodium
- Sucrose
- Sulfate de calcium
- Sulfate de cuivre
- Sulfate de magnésium
- Sulfate de sodium
- Tamis moléculaire

## Procédésde dessiccation
- Distillation (ou parfois congélation : cas de l'acide acétique glacial et du tert-butanol) de certains solvants, par exemple.